# 山本光一
山本 光一（やまもと こういつ（こういち）、天保14年（1843年）? - 明治38年（1905年）?）は、明治時代の江戸琳派の絵師。名は信敬、徳基。号は、花明園、晴々、靖々、皓々、露聲、真如葊、木石閑人など。

## 略伝
酒井抱一の弟子山本素堂の長男。雨華庵四世を継いだ酒井道一は実弟。江戸時代中期の儒学者山本北山は曽祖父に当たる。雨華庵三世酒井鶯一の門人で、新吉原江戸町に住んだ。
明治7年（1874年）に設立された起立工商会社では、鈴木其一の次男誠一や、其一門人の稲垣其達らと共に製作下絵を描き、明治14年（1881年）の時点では中心的存在だった。東京芸術大学大学美術館には749点もの図案が残っており、これは画工名がわかる図案の中では最も多い。図柄だけでなく、洋風の器物の形も一緒に考案し、金工や蒔絵など多様な技法による製品化の要求に答えるなど、幅広い仕事をしている。明治10年（1877年）の第一回内国勧業博覧会で、漆器図案で花紋賞を受賞。翌年のパリ万国博覧会に行く話もあったが、同僚の渡辺省亭にくじで敗れ、パリ洋行は叶わなかったという（「西尾卓郎翁の談話」）。明治13年（1880年）に竣工した靖国神社内燈籠の図案を担当する。明治15年（1882年）第一回内国絵画共進会や翌年の第一回パリ日本美術縦覧会にも出品している。明治22年（1889年）には熱海に遊び、当地の名所絵なども描いている。
しかし、明治24年（1891年）起立工商会社が閉鎖されると、どこからか誘いがあったらしく金沢へ居を移し、後半生は北陸を舞台に活躍した。明治29年（1896年）頃までは金沢工業学校（現石川県立工業高等学校）に、翌明治30年（1897年）3月から翌年9月までは富山県立工芸学校（現富山県立高岡工芸高等学校）にも図案絵画教師として在職している。金沢では拈華会を主催し、日本画や加賀友禅の若手作家を育成した。岡本光谿、伊藤光雲、下村光鳳など、「光」の字を継ぐ画家たちは光一の門人たちである。日本画家の石崎光瑤もこの頃の弟子で、晩年まで長文の手紙を出すなど子弟の交流があった。明治30年（1897年）に光瑤に雅号を授与する送り状では、自らを「尾形流専門」と称し、本阿弥光悦・俵屋宗達・尾形光琳以降の絵師の系譜を記した「尾形流系統略」という系図（南砺市立福光美術館蔵）を贈っている。創刊間もない北國新聞からも挿絵を依頼されたらしく、北国新聞社にはその原画が残っている。後に粟津や小松にも在住し、数々の屏風絵を残す。明治38年（1905年）頃石川から姿を消し消息が途絶えるが、一説には京都に行ったともいわれる。
人物画や草花図など幅広い画題をこなし、屏風絵の大作も多く残すなど、近年多くの作例が知られ始めている。

## 代表作
| 作品名                                   | 技法         | 形状・員数 | 寸法（縦x横x高さcm） | 所有者                   | 年代                  | 落款・落款                                                        | 備考 |
| ---------------------------------------- | ------------ | ---------- | -------------------- | ------------------------ | --------------------- | ----------------------------------------------------------------- | ---- |
| 不動明王二童子図                         | 絹本著色     | 1幅        | 87.5x33.0            | ボストン美術館           | 江戸時代              |                                                                   |      |
| 狐狸図                                   | 絹本著色     | 双幅       | 111.6x50.7（各）     | 板橋区立美術館           |                       |                                                                   |      |
| 檜に白鷺図                               | 絹本著色     | 1幅        | 110.2x41.2           | 千葉市美術館             |                       |                                                                   |      |
| 伊豆名所図屏風                           | 紙本墨画     | 六曲一隻   | 131.5x336.0          | 個人                     | 1889年（明治22年）    |                                                                   |      |
| 燕子花図屏風                             | 紙本金地著色 | 二曲一隻   |                      | 金沢市立安江金箔工芸館   |                       |                                                                   |      |
| 時代絵屏風（安宅之関勧進帳・静御前之舞） | 紙本著色     | 六曲一双   | 151.0x331.5（各）    | 小松市立博物館           | 1895年（明治28年）    |                                                                   |      |
| 四季草花図                               | 紙本著色     | 六曲一隻   | 129.5x256.0          | 南砺市立福光美術館       | 1897年（明治30年）頃  |                                                                   |      |
| 滑稽百鬼夜行絵巻                         |              | 1巻        |                      | 国際日本文化研究センター | 1900年（明治33年）    |                                                                   |      |
| 草花図                                   |              | 二曲一隻   |                      | 南砺市立福光美術館       |                       | 落款「靖々光一」                                                  |      |
| 梅花立美人図                             | 絹本著色     | 1幅        | 129.8x54.7           | 敦賀市立博物館           |                       | 落款「靖々光一」/印章「能布阿都」朱文方印・「眞寫一家法」朱文方印 |      |
| 夏草図硯箱                               | 木製著色     | 1合        | 29.0x21.5x11.8       | 岡田美術館               | 19世紀後半-20世紀初頭 | 蓋裏に落款「靖々光一墨書」/印章「能布阿都」朱文方印               |      |

## 参考資料
- 樋田豊次郎 『明治の輸出工芸図案 ―起立工商会社工芸下図集』 京都書院、1987年、ISBN 978-4-7636-2037-8 （1998年に京都書院アーツコレクションより『日本文様図集 明治の輸出工芸図案 ―起立工商会社の歴史』の題で文庫化、ISBN 978-4-7636-1713-2）
- 『愛蔵版 ふるさと美術館』 北國新聞社、2009年、pp.408-409、ISBN 978-4-8330-1700-8
- 岡野智子監修 『江戸琳派の美 抱一・其一とその系脈』 平凡社〈別冊太陽 日本のこころ224〉、2016年11月24日、pp.134-141、ISBN 978-4-582-92244-8

展覧会図録
- 『酒井抱一と江戸琳派の全貌』 求龍堂、姫路市立美術館2011年9-10月、千葉市美術館10-11月、細見美術館2012年4-5月、ISBN 978-4-7630-1133-6
- 板橋区立美術館編集・発行 『板橋区立美術館所蔵 狩野派以外全図録』、2013年2月